# Gramling (Vierkirchen)
Gramling ist ein Gemeindeteil von Vierkirchen im oberbayerischen Landkreis Dachau.

## Lage
Die Einöde liegt circa vier Kilometer östlich von Vierkirchen und ist über die Kreisstraße DAH 4 von Giebing aus zu erreichen. Im Ort entspringt ein etwa 400 m langer Zufluss des Rettenbachs.

## Geschichte
Giebing ist vermutlich im 9. oder 10. Jahrhundert entstanden. Es wurde früher Gramilingen genannt.
Als Ortsteil der ehemals selbstständigen Gemeinde Giebing wurde Gramling am 1. Juli 1972 nach Vierkirchen eingegliedert.